# Косолапов, Алексей Викторович
Алексе́й Ви́кторович Косола́пов (17 марта 1971, Пушкино, Московская область, СССР) — российский футболист, защитник, полузащитник. Воспитанник клуба «Спартак» Москва, первый тренер — Игорь Нетто. Известен по выступлениям за другой московский клуб — «Локомотив».

## Карьера
В 1997 подписал контракт со «Спортингом» (Хихон) по схеме «4+1», но отыграл в испанской команде только 1-ю половину сезона 1997/98.
В 2006—2008 гг. игрок казахстанского клуба «Актобе». В 2009 году завершил карьеру.
С 1993 по 1997 год выступал за сборную России, сыграл 8 официальных матчей (1 гол), а также 2 неофициальных: Россия — сборная мира (2:1) и Россия — сборная ФИФА (0:2).

## Достижения
Командные
- Серебряный призёр чемпионата России: 1995
- Бронзовый призёр чемпионата России: 1994, 1998
- Обладатель Кубка России (2): 1995/96, 1996/97
- Финалист Кубка России: 1997/98
- Серебряный призёр чемпионата Израиля: 1998/99
- Чемпион Казахстана (2): 2007, 2008
- Серебряный призёр чемпионата Казахстана (2): 2003, 2006
- Бронзовый призёр чемпионата Казахстана: 2004
- Обладатель Кубка Казахстана (2): 2005, 2008
- Обладатель Суперкубка Казахстана: 2008
- Полуфиналист Кубка обладателей кубков: 1997/98

Личные
- В списках 33 лучших футболистов чемпионата России (4): № 1 — 1997; № 2 — 1993, 1994; № 3 — 1995